# 5128 Wakabayashi
Az 5128 Wakabayashi (ideiglenes jelöléssel 1989 FJ) a Naprendszer kisbolygóövében található aszteroida. Masahiro Koishikawa fedezte fel 1989. március 30-án.